# Antoon Derkzen van Angeren

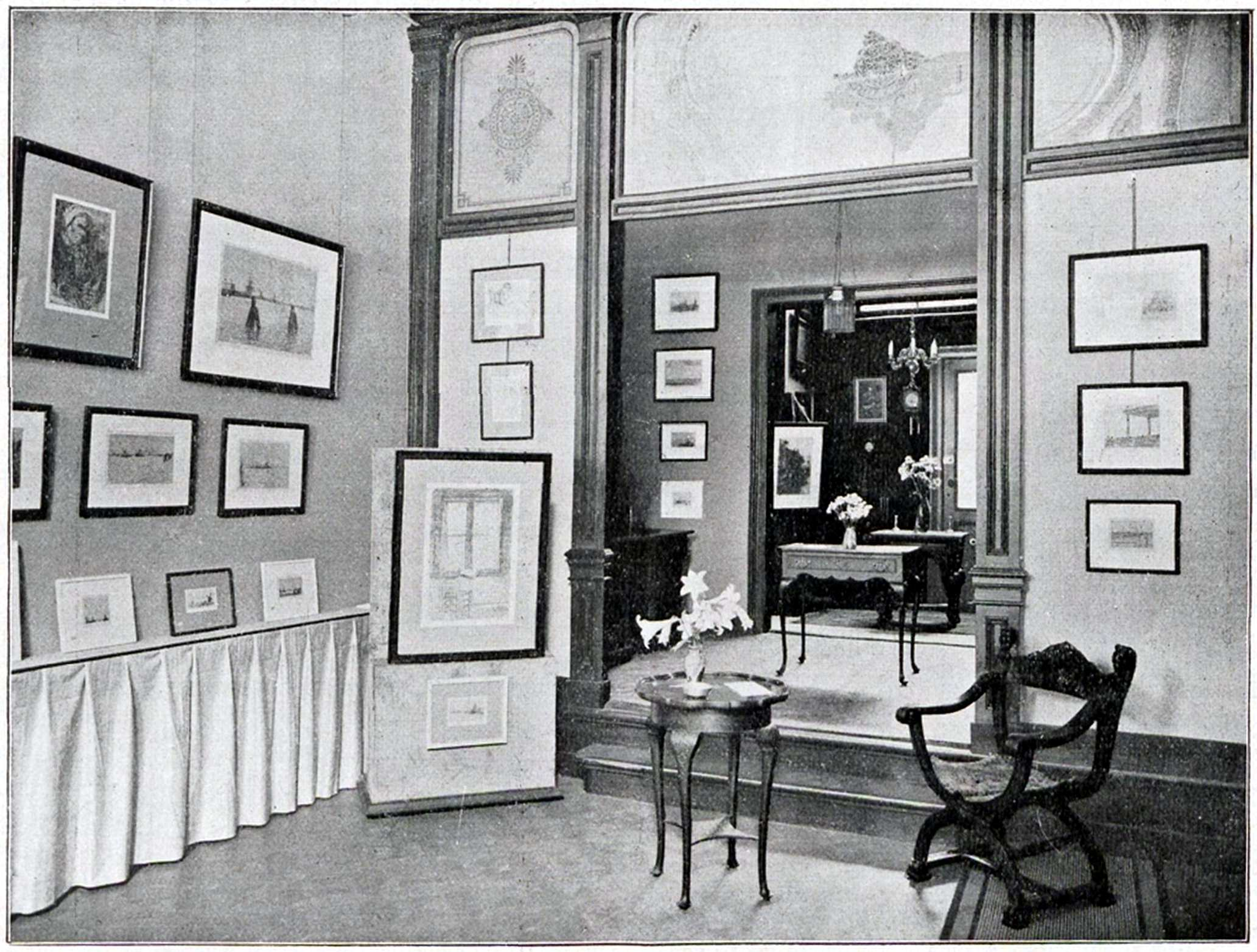
Derkzen van Angeren's etsen in Kunstzaal Rembrandt te Rotterdam, 1914

Anthonius Philippus (Antoon) Derkzen van Angeren (Delft, 21 april 1878 - Bedford (Québec), 14 juni 1961) was een Nederlands etser, graficus, kunstschilder en docent aan Academie voor Beeldende Kunsten te Rotterdam. Hij wordt wel gezien als grondlegger en nestor van de Rotterdamse grafiek.

## Levensloop
Derkzen werd na zijn lagereschooltijd tekenaar/decorateur bij plateelbakkerij De Porceleyne Fles in Delft. Aangespoord door directeur Leon Senf, ging hij zich meer richten op etsen en schilderen en werd zelfstandig kunstenaar.
In 1911 verhuisde hij met zijn gezin naar Rotterdam, waar hij zich voor zijn werk liet inspireren door de bedrijvigheid in de havens. Van 1917 tot aan zijn pensioen in 1943 was hij leraar aan de Academie voor Beeldende Kunsten in Rotterdam. Tot zijn leerlingen behoorden Hendrik Chabot, Louis van Roode, Metten Koornstra. Lode Sengers en Aad de Haas. In 1952 emigreerde hij met zijn vrouw naar Canada.
In 1948 heeft hij een etsplaat uit 1911 afgedrukt van de in 1928 overleden Jakob Smits (geboren Rotterdam,  9 juli 1855).  Deze kunstenaar werkte o.a. in Rotterdam en Amsterdam en later verhuisde hij naar het Achterbos te Mol.
Derkzen wordt wel gezien als grondlegger van de Rotterdamse grafiek. Kunstenaars, die door hem zijn geïnspireerd en/of in zijn voetsporen traden, waren o.a. Jan Bezemer, Kees Franse, Wout van Heusden, Louis van Roode, Ed van Zanden, Hendrik Chabot, Albert Neuhuijs en Hans Andringa.